# Theatre of Pain
Theatre of Pain es el tercer álbum de la banda estadounidense de glam metal Mötley Crüe, lanzado el 21 de junio de 1985. Su lanzamiento se dio después del arresto del cantante Vince Neil por homicidio vehicular y se alejaba un poco del sonido de heavy metal de su predecesor Shout at the Devil hacia un estilo más glam-rock, tanto en sonido como en imagen. 
Theatre of Pain incluye los hits "Smokin' In The Boys' Room" y la balada "Home Sweet Home". El álbum llegó al puesto #6 en EE. UU. y al #36 en el Reino Unido. 
Theatre of Pain está dedicado al antiguo miembro de Hanoi Rocks, Nicholas "Razzle" Dingley, quien murió en el accidente automovilístico que resultó en el arresto de Vince Neil.

## Lista de canciones
1. "City Boy Blues" - 4:10 - Letra por: Nikki Sixx. Música por: Nikki Sixx, Mick Mars & Vince Neil.
2. "Smokin' in the Boys Room" (Cover de Brownsville Station) - 3:27
3. "Louder Than Hell" - 2:32 - Letra y música por: Nikki Sixx.
4. "Keep Your Eye On The Money" - 4:40
5. "Home Sweet Home" - 3:59 - Letra por: Nikki Sixx. Música por: Nikki Sixx,Vince Neil & Tommy Lee
6. "Tonight (We Need A Lover)" - 3:37
7. "Use It Or Lose It" - 2:39 - Letra por: Nikki Sixx. Música por: Nikki Sixx, Mick Mars, Vince Neil & Tommy Lee.
8. "Save Our Souls" - 4:13 - Letra por: Nikki Sixx. Música por: Nikki Sixx & Vince Neil.
9. "Raise Your Hands To Rock" - 2:48 - Letra y música por: Nikki Sixx
10. "Fight For Your Rights" - 3:50 - Letra por: Nikki Sixx. Música por: Nikki Sixx & Mick Mars.

Fue relanzado en el 2003 con canciones adicionales:
- "Home Sweet Home" (Versión demo) - 4:24
- "Smokin' in the Boys' Room" (Alternate Guitar Solo-Rough Mix) - 3:34
- "City Boy Blues" (Versión demo) - 4:28
- "Home Sweet Home" (Instrumental Rough Mix) - 2:58
- "Keep Your Eye on the Money" (Versión demo) - 3:49
- Solo de batería por Tommy en Cherokee Studios - 3:16
- "Home Sweet Home" (Video) - 15:51

## Personal
- Vince Neil - vocales, armónica
- Mick Mars - guitarra
- Nikki Sixx - bajo, teclado, voz secundaria
- Tommy Lee - batería, piano, voz secundaria